# Dél-balatoni berkek
Dél-balatoni berkek este o arie protejată (arie specială de conservare — SAC, sit de importanță comunitară — SCI) din Ungaria întinsă pe o suprafață de 488,55 ha, integral pe uscat.

## Localizare
Centrul sitului Dél-balatoni berkek este situat la coordonatele 46°50′22″N 17°53′42″E / 46.8394°N 17.895°E.

## Înființare
Situl Dél-balatoni berkek a fost declarat sit de importanță comunitară în mai 2004 pentru a proteja 1 specie de plante și 12 specii de animale. Situl a fost protejat și ca arie specială de conservare în februarie 2010.

## Biodiversitate
Situată în ecoregiunea panonică, aria protejată conține 3 habitate naturale: Pajiști aluvionare inundabile, de Cnidion dubii, Fânețe de joasă altitudine (Alopecurus pratensis, Sanguisorba officinalis), Pajiști cu Molinia pe soluri calcaroase, turboase sau argilos-nămoloase (Molinion caeruleae).
La baza desemnării sitului se află mai multe specii protejate:
- plante (1): Cirsium brachycephalum
- amfibieni (2): buhai de baltă cu burta roșie (Bombina bombina), triton cu creastă dobrogean (Triturus dobrogicus)
- mamifere (2): vidră de râu (Lutra lutra), Microtus oeconomus mehelyi
- nevertebrate (6): Cucujus cinnaberinus, libelule (Leucorrhinia pectoralis), fluturele purpuriu (Lycaena dispar), phengaris nausithous (Maculinea nausithous), Maculinea teleius, Vertigo moulinsiana
- pești (1): țipar (Misgurnus fossilis)
- reptile (1): țestoasa de baltă (Emys orbicularis)

Pe lângă speciile protejate, pe teritoriul sitului au mai fost identificate 1 specie de amfibieni, 1 specie de nevertebrate.